# Iñaki Etchegoin
Iñaki Etchegoin Harriet, llamado Etchegoin, nacido en Saint-Jean-le-Vieux/Donazaharre (Baja Navarra) el 18 de octubre de 1993, es un pelotari (jugador) de pelota vasca en la modalidad de mano, que juega en la posición de zaguero. Es hijo de Michel Etchegoin, destacado manista aficionado y profesional tanto en trinquete como en frontón de pared izquierda.